# قطعنامه های سازمان ملل در مورد جنگ ایران و عراق
در این مقاله به قطعنامه‌هایی که در زمان جنگ ایران و عراق توسط شورای امنیت سازمان ملل متحد صادر شد، پرداخته شده است. در مجموع، در این جنگ ۱۷ قطعنامه صادر شد.

## قطعنامه‌های شورای امنیت در طول جنگ
در طول جنگ ایران و عراق مجموعاً ۱۷ قطعنامه صادر شد (مقایسه شود با جنگ عراق و کویت که در طول ۸ ماه ۱۳ قطعنامه صادر شد) که ۴ قطعنامه جنبه اجرایی داشت و بقیه صرفاً صادر شد.

### قطعنامه ۴۷۹
شش روز بعد از شروع جنگ توسط عراق، اولین قطعنامه شورای امنیت به شماره ۴۷۹ با نام «بررسی وضعیت میان ایران و عراق» صادر شد. در این قطعنامه به وجود تهدید علیه صلح، نقض صلح و وقوع تجاوز و نقض تمامیت ارضی ایران اشاره نشده بود. این قطعنامه صرفاً خودداری از توسل بیشتر به زور را از دو طرف خواستار بود.

### قطعنامه ۵۱۴
بعد از گذشت یک سال و نیم (سپتامبر ۱۹۸۰ تا ژوئیه ۱۹۸۲) از تصویب قطعنامه اول، در حالیکه نیروهای ایرانی در حال انجام عملیات‌های موفقیت آمیزی بودند که در نهایت منجر به آزادسازی خرمشهر شد، دومین قطعنامه شورای امنیت به پیشنهاد اردن به تصویب رسید. در مقدمه این قطعنامه شورا نگرانی خود را از طولانی شدن درگیری بین دو کشور و کشته شدن انسان‌های بی گناه آسیب رسیدن به امکان و تأسیسات و در خطر بودن صلح و امنیت جهانی ابراز کرد و خواستار آتش‌بس سریع و عقب‌نشینی نیروهای دو طرف به مرزهای بین‌المللی شد. اعزام نیروهای حافظ صلح و ناظران سازمان ملل به منطقه نیز از دیگر مفاد این قطعنامه بود.

### قطعنامه ۵۲۲
در ۱۲ مهر ۱۳۶۱ شورای امنیت قطعنامه ۵۲۲ را صادر کرد. در فاصله بین قطعنامه ۵۱۴ و ۵۲۲ نیروهای ایران دو عملیات بزرگ را اجرا کردند. نخستین عملیات به نام رمضان، دو روز پس از تصویب قطعنامه۵۱۴ و دومین آن با نام مسلم بن عقیل در تاریخ ۹ مهر سال ۱۳۶۱ به اجرا در آمدند. ویژگی این عملیات‌ها عبور از مرزها و تسلط ایران بر بخشی از خاک عراق بود. شورای امنیت در قطعنامه ۵۲۲ ضمن تکرار برخی از بندهای قطعنامه‌های پیشین مجدداً بدون آنکه عراق را متجاوز بنامد خواهان عقب‌نشینی نیروهای دو طرف شد.

### قطعنامه ۵۴۰
در تاریخ ۹ آبان ماه سال ۱۳۶۲ به دنبال گزارش نماینده دبیر کل سازمان ملل متحد در مورد حمله به مناطق مسکونی دو کشور قطعنامه ۵۴۰ شورای امنیت صادر شد و نقض حقوق بشر، به ویژه مفاد عهدنامه ژنو ۱۹۴۹ را در تمام ابعاد آن محکوم کرد و خواهان توقف عملیات‌های نظامی علیه اهداف انسانی از جمله شهرها و مناطق مسکونی شد. این در حالی بود که عراق به دنبال حملات متعدد به اهداف غیرنظامی در جمهوری اسلامی ایران در تاریخ ۱۳ بهمن سال ۱۳۶۲ رسماً اعتراف کرد که شهرهای دزفول، اندیمشک، اهواز، باختران، ایلام، آبادان، شوش، رامهرمز، مسجد سلیمان، بندرامام خمینی و بهبهان را هدف حملات هوایی و موشکی قرار داده‌است. با این حال هر چند این قطعنامه نیز نامی از عراق به میان نیاورد اما درصدد جلب توجه جمهوری اسلامی ایران بر آمد و برای نخستین بار بر لزوم بررسی واقع بینانه علل آغاز جنگ که پیوسته ایران بر آن تأکید داشت، اشاره کرد.

### قطعنامه ۵۵۲
در ۱۱ خرداد ماه سال ۱۳۶۳ شورای امنیت به دنبال شکایت کشورهای عضو شورای همکاری خلیج فارس علیه جمهوری اسلامی ایران مبنی بر حمله به کشتی‌های‌شان قطعنامه ۵۵۲ را صادر کرد. در پی صدور این قطعنامه جمهوری اسلامی ایران طی نامه‌ای به دبیر کل از هر گونه اقدامی که برای تأمین آزادی و امنیت کشتیرانی در خلیج فارس صورت گیرد حمایت و استقبال کرد. با این حال حمله به کشتی‌ها از جانب طرفین همچنان ادامه یافت. جنگ نفت‌کش‌ها نامی است که کارشناسان به این واقعه داده‌اند.

### قطعنامه ۵۵۸
قطعنامه ۵۵۸ در حالی تاریخ ۱۶ مهر سال ۱۳۶۵ به تصویب رسید که هیئت کارشناسان اعزامی سازمان ملل درگزارش ۱۱۹۷۱/s مورخ ۲۱ اسفند سال ۱۳۶۴ به استفاده عراق از سلاح‌های شیمیایی اشاره و شورای امنیت در ۱ فروردین سال ۱۳۶۵ به صورت غیررسمی عراق را به دلیل به‌کارگیری سلاح‌های شیمیایی محکوم کرده بود. اما کارشناسان نظامی ایران علت صدور آن را افزایش حملات به کشتی‌های تجاری کشورهای ثالث در خلیج فارس و توسعه حوزه جنگ نفت‌کش‌ها می‌دانند.

### قطعنامه ۵۸۲
در فاصله تصویب دو قطعنامه ۵۵۲ و ۵۸۲ ایران عملیات‌های متعددی را انجام داد که عملیات والفجر ۸ و تصرف شبه جزیره فاو مهمترین آن بود. چند روز پس از این اقدامات شورای امنیت به درخواست عراق و دیگر اعضای گروه هفت نفری اتحادیه عرب، جلسه‌ای را با شرکت نمایندگانی از کشورهای عربی و دبیرکل اتحادیه عرب تشکیل داد. طی این جلسه گروه اتحادیه عرب طرح قطعنامه ۵۸۲ را پیشنهاد کرد که در ۵ اسفند ۱۳۶۴ با تغییراتی در کلمات و عبارات به تصویب شورای امنیت رسید. در این قطعنامه شورا اصل غیرقابل قبول بودن تصرف زمین از راه توسل به زور را مورد تأکید قرار داد، موضوعاتی که در قطعنامه‌های پیشین دیده نمی‌شد. با اینحال مسئولیت و علل آغاز تجاوز به صورت مبهم در این قطع نامه مطرح شد.

### قطعنامه ۵۸۸
در تاریخ ۸ اکتبر ۱۹۸۶ به تصویب رسید.
در پی شکایت‌های مکرر ایران مبنی بر کاربرد سلاح شیمیایی عراق در جنگ و اعزام کار‌شناسان سازمان ملل، گزارشی از این بمباران به دبیرکل رسید که ناگزیر رییس شورای امنیت، بیانیه قاطعی در محکومیت کاربرد این سلاح‏‌ها توسط عراق صادر کرد، هر چند که در این بیانیه، «ادامه منازعه» نیز محکوم شده بود.
شورای امنیت در ۸ مهر ۱۳۶۵، بحث خود را در مورد جنگ آغاز کرد و دبیرکل، گزارش مفصلی به شورا ارائه کرد. این بحث منجر به صدور قطعنامه ۵۸۸ در تاریخ ۱۵ مهر همان سال به اتفاق آراء شد. این قطعنامه، با احساس خطر عمیق نسبت به طولانی شدن و تشدید منازعه و با یادآوری تعهدات دولت‌ها در خودداری از کاربرد زور و حل صلح‏‌آمیز اختلافات، ایران و عراق را به اجرای کامل و بدون درنگ قطعنامه قبلی شورا مبنی بر آتش‏بس بین طرفین فرا می‌‏خواند. آن زمان در محافل ایرانی علت اصلی صدور این قطعنامه، بیشتر به خاطر تهدید ایران به انجام حمله سرنوشت‏‌ساز به عراق ارزیابی شد.

### قطعنامه ۵۹۸
قطعنامه ۵۹۸ چهارمین قطعنامه دارای جنبه اجرایی در طول ۸ سال جنگ بود که در مرداد سال ۱۳۶۶ به تصویب شورای امنیت سازمان ملل متحد رسید. این قطعنامه از نظر کمی و تعداد واژه‌های به کار گرفته شده مفصل‌ترین و از نظر محتوا اساسی‌ترین و از نظر ضمانت اجرا قوی‌ترین قطع نامه شورای امنیت بود. قطعنامه ۵۹۸ شورای امنیت سازمان ملل متحد که جنگ ایران و عراق بر اساس آن پایان یافت، معاهده الجزایر را مبنای عقب‌نشینی ارتشهای دو کشور به پشت مرزهای خود تعیین کرد.
ایران در مرحله‌ای که رژیم عراق در حال پیشروی به درون خاک ایران بود، موافقت خود را با قطعنامه ۵۹۸ اعلام کرد.

آیت‌الله خمینی در روز ۲۹ تیر ۱۳۶۷، در همان روز تصویب قطعنامه، در مورد پذیرش قطعنامه ۵۹۸ در بیانیه‌ای چنین گفت: 
... با قبول آتش‌بس موافقت نمودم، و در مقطع کنونی آن را به مصلحت انقلاب و نظام می‌دانم؛ و خدا می‌داند که اگر نبود انگیزه‌ای که همه ما عزت و اعتبار ما باید در مسیر مصلحت اسلام و مسلمین قربانی شود، هرگز راضی به این عمل نمی‌بودم، و مرگ و شهادت برایم گواراتر بود. بدا به حال من که هنوز زنده مانده‌ام و جام زهر آلود قبول قطعنامه را سرکشیدم.
بعد از قبول قطعنامه ۵۹۸ از جانب ایران، صدام اعلام کرد دور جدیدی از حملات را آغاز خواهد کرد. با شروع حملات جدید صدام که با تجهیزات جدید و پیشرفته صورت می‌گرفت آیت‌الله خمینی در پیامی مردم را برای دفاع متر به متر از خاک ایران به جبهه‌ها فراخواند. با افزایش نیروهای ایرانی در جبهه‌ها جلوی قسمتی از حمله‌های صدام گرفته شد و تعدادی از شهرهای دوباره اشغال شده توسط صدام مانند مهران پس گرفته شد. صدام با توجه یه شرایط جدید قطعنامه را پذیرفت و کاملاً از خاک ایران خارج شد. بعد از آتش‌بس نسبی بین مرزهای ایران و عراق، نیروهای سازمان ملل در مرزهای بین دو کشور مستقر شدند.

### قطعنامه ۶۱۲
در ۲۸ اسفند سال ۱۳۶۶، عراق سلاح‌های شیمیایی را در ابعاد بسیار وسیعی علیه مردم حلبچه به کار گرفت. بعد از این فاجعه نماینده جمهوری اسلامی ایران در سازمان ملل رسماً از این سازمان اعزام هیئت کارشناسی را به منطقه درخواست کرد. با اینکه تصور می‌شد به دلیل شدت و وسعت فاجعه سازمان ملل نیز موضع قاطعی علیه عراق اتخاذ کند این سازمان دو هفته بعد در حالی فاجعه به مرور زمان کم رنگ تر شده بود گروه بسیار کوچکی را متشکل از تنها یک پزشک و یک دیپلمات بودند را به منطقه اعزام کرد.
این هیئت بدون اینکه از حلبچه بازدید کند منطقه را ترک و در ۵ اردیبهشت سال ۱۳۶۷ طی گزارشی ۲۵ صفحه‌ای اعلام کرد که سلاح‌های شیمیایی در ابعاد بسیار وسیعی مورد استفاده قرار گرفته‌اند. در این گزارش به طرف به کار گیرنده از این سلاح‌ها هیچ اشاره‌ای نشده بود.
پنجاه روز پس از کشتار حلبچه در تاریخ ۱۹ اردیبهشت سال ۱۳۶۷ شورای امنیت قطعنامه ۶۱۲ را صادر کرد. این قطعنامه به ابتکار آلمان غربی، ایتالیا و ژاپن با توجه به گزارش ۵ اردیبهشت دبیر کل در مورد اعلام نظر گروه اعزامی به منطقه دربارهٔ استفاده از سلاح‌های شیمیایی در جنگ ایران و عراق به شدت ادامه به‌کارگیری از سلاح‌های شیمیایی را در جنگ محکوم کرد و از دیگر دولت‌ها نیز خواست تا صدور محصولات شیمیایی خود را به دو طرف جنگ به دلیل آنکه ممکن است در تولید سلاح‌های شیمیایی به کار گرفته شوند کنترل بیشتری نمایند. در این قطعنامه از عراق به عنوان کشور بکارگیرنده این سلاح نامی برده نشده بود.
از دیگر نکات قابل ذکر در مورد این قطعنامه محکوم نکردن عراق به دلیل ۱۳۲ مورد حمله هوایی و بمباران واحدهای مسکونی شهرهای ایران بین روزهای ۱۵ فروردین تا ۱ اردیبهشت، علی‌رغم پافشاری ایران می‌باشد.

### قطعنامه ۶۱۶
در پی انهدام پرواز ۶۵۵ ایران ایر با موشک شلیک شده از طرف ناو جنگی وینسنس و درخواست ایران از شورای امنیت برای بررسی این موضوع؛ این شورا طی قطعنامه ای ضمن ابراز همدری با دولت ها و کشورها و قربانیان درگیر این واقعه، هر دو طرف آمریکایی و ایرانی را به همکاری با سازمان هواپیمایی کشوری برای بررسی این سانحه توصیه کرد.

### قطعنامه ۶۱۹
در پی بمباران نفت کش‌های پهلو گرفته ایران در جزیره لارک توسط نیروی هوایی عراق در تاریخ ۲۴ اردیبهشت سال ۱۳۶۷، همچنین بمباران شیمیایی مناطق مسکونی سردشت، بانه و مریوان در روزهای ۲۷ و ۲۸ همین ماه، شورای امنیت قطعنامه ۶۱۹ خود را مورخ ۱۸ مرداد سال ۱۳۶۷ صادر کرد. علی‌رغم پافشاری ایران مبنی بر محکومیت این حملات شیمیایی توسط شورا، این نهاد تنها مجدداً خواهان اجرای بخش عملیاتی قطعنامه ۵۹۸ و تشکیل گروه ناظر نظامی سازمان ملل متحد (یونیماگ) برای یک دوره فعالیت شش‌ماهه در منطقه شد.

### قطعنامه ۶۲۰
در تاریخ ۲۶ آگوست ۱۹۸۸ تصویب شد.

### قطعنامه ۶۳۱
قطعنامه ۶۳۱ مورخ ۱۹ بهمن سال ۱۳۶۷ تنها به توصیه به دوطرف برای اجرای کامل مفاد قطعنامه۵۹۸ اکتفا کرد.

### قطعنامه ۶۴۲
قطعنامه ۶۴۲ مورخ ۷ مهر سال ۱۳۶۸ نیز همچون قطعنامه پیشین تنها به توصیه به دوطرف برای اجرای کامل مفاد قطعنامه ۵۹۸ اکتفا کرد.